# 大島永遠
大島永遠（日语：おおしま とわ，1979年2月2日—），日本女性漫畫家。東京都出身，父親是漫畫家大島矢須一，母親是漫畫家川島令子，妹妹三島彌生也是漫畫家。大島永遠的代表作是《女子高生》。自2006年起与搭檔大島智合作創作。

## 單行本
- 制服日和
- 女子高生（共9集）
- 網路情人（メルカノ。，單行本5集，2006年 - 2009年1月，完結）
- 同居大萌想，港譯：同居不H生活（同棲レシピ，單行本8集，2006年 - 2010年7月，完結）
- Present（シュベール出版 / 大都社）（2001年 - 2003年）
- Love Game（シュベール出版 / 實業之日本社）（2001年 - 2004年1月）
- Berry Extasy（シュベール出版）（2002年）
- 永遠缶（とわ缶）（實業之日本社）（2004年9月）
- とわRemix（一迅社）（2009年7月）
- Encount! 橘家四姊妹（四姉妹エンカウント）（enterbrain，單行本7集，完結）

《美胸专家》（日语：バステティシャン）〈マンサンコミックス〉，2010年12月13日初版発行（2010年11月29日发售）、ISBN 978-4-408-17275-0
在《comicキャンドール》（実業之日本社）不定期連載。台湾则由东立出版社（ISBN:9789861078892）代理发行。讲述的是在美胸沙龙「BUSTNIA」工作的美容师心爱，原本觊觎著与店长更纱有进一步接触，却出现了情敌真海。

## 插畫
- 怪怪守護神（第10話結尾插圖）

## 外部連結
- Towa Ohshima's home page（页面存档备份，存于）